# Премія «Оскар» за найкращий анімаційний повнометражний фільм
Премія «Оскар» за найкращий повнометражний анімаційний фільм — нагорода, яку щороку присуджує Академія кінематографічних мистецтв і наук за найкращий мультфільм. Перше нагородження відбулося 2002 року на 74-й церемонії «Оскар», де переможцем стала стрічка «Шрек».
За визначенням Академії, повнометражний анімаційний фільм — це фільм, створений з використанням покадрової анімації, тривалістю понад 40 хвилин. Переважна більшість головних персонажів стрічки має бути анімованою, а сама анімація загалом має складати не менше 75 % від хронометражу. З моменту започаткування нагороди усі члени Академії мають право обирати переможця. Якщо за перемогу змагаються 16 або більше фільмів, переможець обирається з короткого списку п'яти номінантів, інакше номінуються лише три стрічки.

## Історія
Впродовж довгого часу Академія не хотіла вручати окрему премію «Оскар» за анімаційні фільми, оскільки тоді просто не створювалося достатньої кількості подібних стрічок, аби виправдати таку номінацію. Натомість час від часу окремі анімаційні картини отримували від Академії спеціальні відзнаки. Зокрема, 1939 року Волт Дісней отримав унікальну почесну нагороду за мультфільм «Білосніжка та сім гномів». Також «Оскар» за особливі досягнення свого часу отримали гібридний анімаційно-ігровий фільм «Хто підставив кролика Роджера?» (1988) та перший повнометражний комп’ютерно-анімаційний фільм «Історія іграшок» (1995). Окрім того, ще до створення окремої категорії для анімації, один мультфільм був номінований як найкращий фільм року. Ним стала стрічка «Красуня і чудовисько» (1991) виробництва студії «Disney».
Однак, станом на 2001 рік, кількість різного роду анімаційних стрічок, що створюються та виходять щороку, значно збільшилась. Враховуючи це, вже на 74-й церемонії «Оскар», яка відбулася 24 березня 2002, була вперше вручена премія в категорії «Найкращий повнометражний анімаційний фільм». Лавреатом тоді став мультфільм «Шрек». Він виборов перемогу в інших двох номінантів, якими стали стрічки «Джиммі Нейтрон» і «Корпорація монстрів». Започаткувавши нову категорію, Академія також спочатку впровадила правило, згідно з яким нагорода не виручатиметься в той рік, коли в прокат загалом вийшло менше восьми відповідних фільмів. 2019 року це правило було скасовано, щоб зробити голосування за анімаційні фільми більш доступним.
2022 року в Академії виникли сумніви, чи може стрічка «Марсель, мушля в черевичках» бути номінована на отримання премії в рамках 95-ї церемонії «Оскар». Проблема полягала в тому, що фільм виконаний у гібридному анімаційно-ігровому стилі, де головні герої анімовані з використанням технології стопмоушену. Щоби довести, що «Марсель» дійсно був створений з достатнім залученням анімації в процесі і відповідає мінімальним вимогам премії, авторам стрічки довелося додатково подавати Академії відповідну документацію. Зрештою фільм офіційно визнали придатним для категорії повнометражних мультфільмів, а згодом він навіть увійшов в основний перелік номінантів.

## Критика
З моменту впровадження нагороди за найкращий анімаційний фільм Академія час від часу зазнавала критики з боку кінознавців. На їхню думку, нова категорія була створена лише для того, щоб мультфільми не номінувалися на премію за найкращий фільм. Особливо жваво це обговорювали в контексті 81-ї церемонії «Оскар». Того року стрічка «ВОЛЛ-І» (2008) отримала широке визнання як критиків, так і глядачів, і багато хто вважав її гідною номінації на найвищу нагороду Академії. Цього зрештою не сталося, хоча мультфільм і переміг в анімаційній категорії. Відтоді багато хто звинувачував членів Академії в тому, що вони зневажливо поставилися до «ВОЛЛ-І». Оглядач Пітер Треверс казав, що «якщо якийсь мультфільм і заслуговував бути номінованим на найкращий фільм, то це був саме ВОЛЛ-І». Враховуючи критику, яка також стосувалася й супергеройського фільму «Темний лицар», наступного року Академія розширила номінацію на найкращий фільм, куди тепер могли потрапити десять картин. З того моменту два мультфільми були номіновані в цій категорії: «Вперед і вгору» (2009) й «Історія іграшок 3»(2010).

## Список переможців та номінантів
Наступна таблиця зображає список переможців та номінантів даної премії, переможці виділяються жовтим кольором.

### 2000-ні

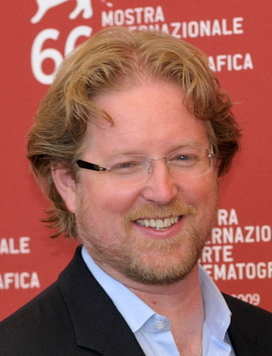
Ендрю Стентон здобув премію в 2004 за «В пошуках Немо» і в 2009 за «ВОЛЛ-І»

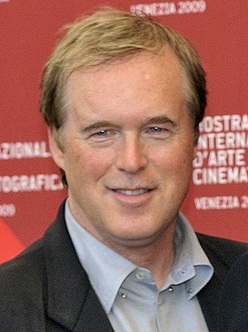
Бред Берд здобув премію в 2005 за «Суперсімейку» і в 2008 за «Рататуй»

| Рік          | Фільм                                         | Пос.   |
| ------------ | --------------------------------------------- | ------ |
| 2001 (74-та) | Шрек                                          | [ 25 ] |
| 2001 (74-та) | Джиммі Нейтрон: Геніальний хлопчик            | [ 25 ] |
| 2001 (74-та) | Корпорація монстрів                           | [ 25 ] |
| 2002 (75-та) | Віднесені привидами                           | [ 26 ] |
| 2002 (75-та) | Льодовиковий період                           | [ 26 ] |
| 2002 (75-та) | Ліло та Стіч                                  | [ 26 ] |
| 2002 (75-та) | Спірит: Душа прерій                           | [ 26 ] |
| 2002 (75-та) | Планета скарбів                               | [ 26 ] |
| 2003 (76-та) | У пошуках Немо                                | [ 27 ] |
| 2003 (76-та) | Братик ведмедик                               | [ 27 ] |
| 2003 (76-та) | Тріо з Бельвіля                               | [ 27 ] |
| 2004 (77-ма) | Суперсімейка                                  | [ 28 ] |
| 2004 (77-ма) | Підводна братва                               | [ 28 ] |
| 2004 (77-ма) | Шрек 2                                        | [ 28 ] |
| 2005 (78-ма) | Воллес і Громіт: Прокляття кролика-перевертня | [ 29 ] |
| 2005 (78-ма) | Труп нареченої                                | [ 29 ] |
| 2005 (78-ма) | Мандрівний замок                              | [ 29 ] |
| 2006 (79-та) | Веселі ніжки                                  | [ 30 ] |
| 2006 (79-та) | Тачки                                         | [ 30 ] |
| 2006 (79-та) | Будинок-монстр                                | [ 30 ] |
| 2007 (80-та) | Рататуй                                       | [ 31 ] |
| 2007 (80-та) | Персеполіс                                    | [ 31 ] |
| 2007 (80-та) | Тримай хвилю!                                 | [ 31 ] |
| 2008 (81-ша) | ВОЛЛ-І                                        | [ 32 ] |
| 2008 (81-ша) | Вольт                                         | [ 32 ] |
| 2008 (81-ша) | Панда Кунг-Фу                                 | [ 32 ] |
| 2009 (82-га) | Вперед і вгору                                | [ 33 ] |
| 2009 (82-га) | Кораліна у Світі Кошмарів                     | [ 33 ] |
| 2009 (82-га) | Незрівнянний містер Фокс                      | [ 33 ] |
| 2009 (82-га) | Принцеса та жаба                              | [ 33 ] |
| 2009 (82-га) | Таємниця абатства Келс                        | [ 33 ] |

### 2010-ті

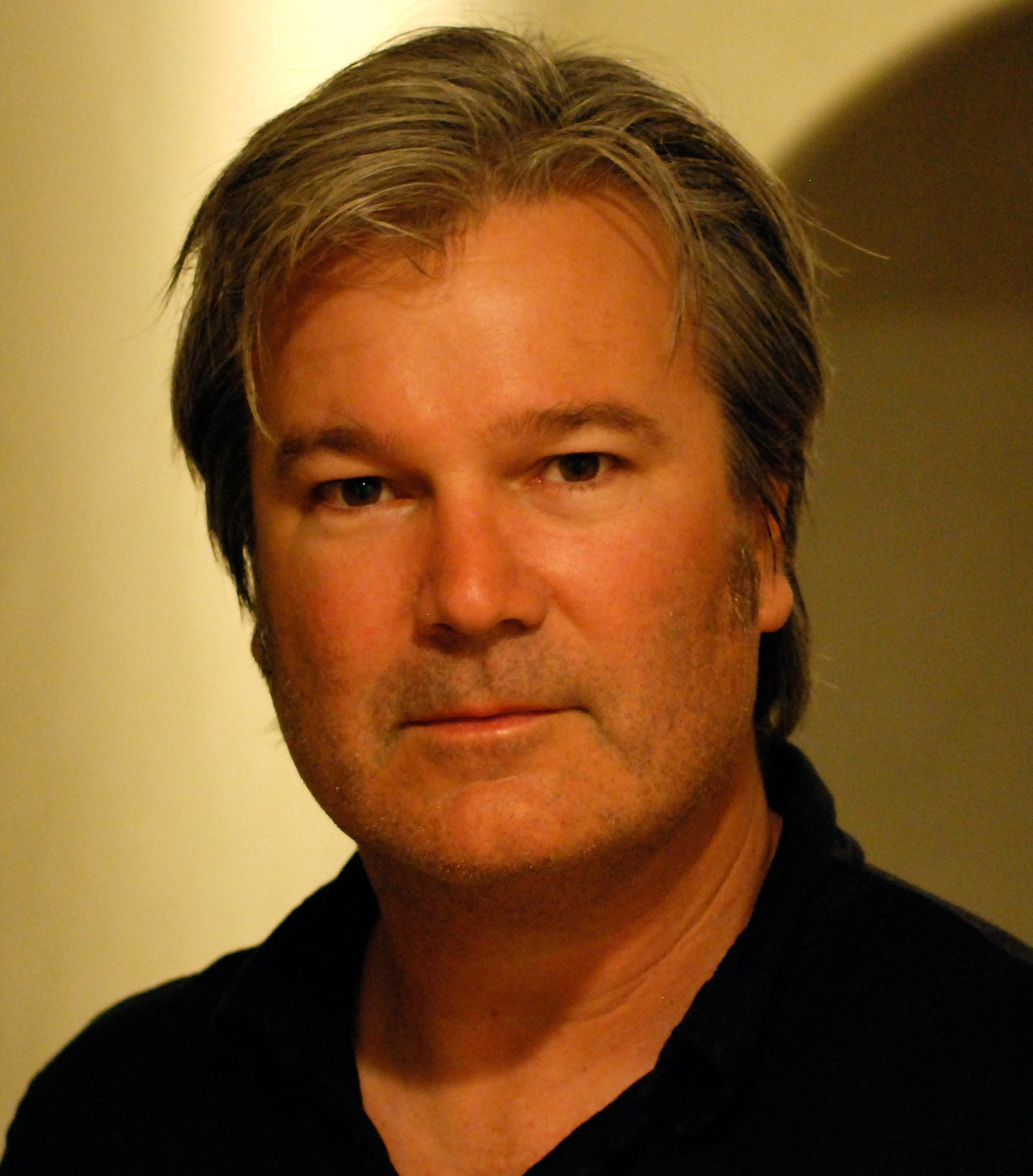
Гор Вербінскі, який 2012 року здобув премію за «Ранго»

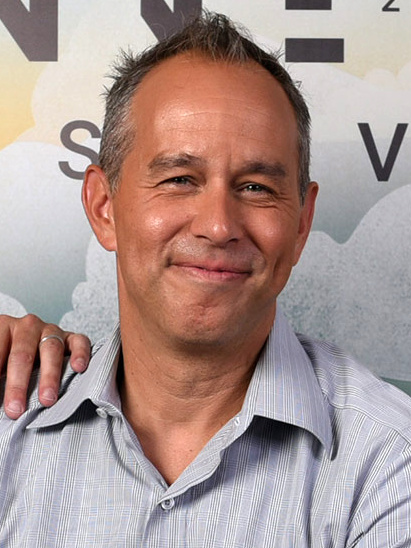
Джонас Рівера здобув премію в 2016 за «Думками навиворіт» і в 2020 за «Історію іграшок 4»

| Рік          | Фільм                                    | Пос.   |
| ------------ | ---------------------------------------- | ------ |
| 2010 (83-тя) | Історія іграшок 3                        | [ 34 ] |
| 2010 (83-тя) | Як приборкати дракона                    | [ 34 ] |
| 2010 (83-тя) | Ілюзіоніст                               | [ 34 ] |
| 2011 (84-та) | Ранго                                    | [ 35 ] |
| 2011 (84-та) | Котяче життя                             | [ 35 ] |
| 2011 (84-та) | Чіко та Ріта                             | [ 35 ] |
| 2011 (84-та) | Панда Кунг-Фу 2                          | [ 35 ] |
| 2011 (84-та) | Кіт у чоботях                            | [ 35 ] |
| 2012 (85-та) | Відважна                                 | [ 36 ] |
| 2012 (85-та) | Паранорман                               | [ 36 ] |
| 2012 (85-та) | Пірати! Банда невдах                     | [ 36 ] |
| 2012 (85-та) | Франкенвіні                              | [ 36 ] |
| 2012 (85-та) | Ральф-руйнівник                          | [ 36 ] |
| 2013 (86-та) | Крижане серце                            | [ 37 ] |
| 2013 (86-та) | Сімейка Крудсів                          | [ 37 ] |
| 2013 (86-та) | Нікчемний Я 2                            | [ 37 ] |
| 2013 (86-та) | Ернест і Селестіна                       | [ 37 ] |
| 2013 (86-та) | Вітер дужчає                             | [ 37 ] |
| 2014 (87-ма) | Супер шістка                             | [ 38 ] |
| 2014 (87-ма) | Сімейка монстрів                         | [ 38 ] |
| 2014 (87-ма) | Як приборкати дракона 2                  | [ 38 ] |
| 2014 (87-ма) | Пісня моря                               | [ 38 ] |
| 2014 (87-ма) | Казка про принцесу Каґую                 | [ 38 ] |
| 2015 (88-ма) | Думками навиворіт                        | [ 39 ] |
| 2015 (88-ма) | Аномаліза                                | [ 39 ] |
| 2015 (88-ма) | Хлопчик і світ                           | [ 39 ] |
| 2015 (88-ма) | Баранчик Шон                             | [ 39 ] |
| 2015 (88-ма) | Спогади про Марні                        | [ 39 ] |
| 2016 (89-та) | Зоотрополіс                              | [ 40 ] |
| 2016 (89-та) | Кубо та легенда самурая                  | [ 40 ] |
| 2016 (89-та) | Ваяна                                    | [ 40 ] |
| 2016 (89-та) | Життя Кабачка                            | [ 40 ] |
| 2016 (89-та) | Червона черепаха                         | [ 40 ] |
| 2017 (90-та) | Коко                                     | [ 41 ] |
| 2017 (90-та) | Фердинанд                                | [ 41 ] |
| 2017 (90-та) | Бебі бос                                 | [ 41 ] |
| 2017 (90-та) | Годувальниця                             | [ 41 ] |
| 2017 (90-та) | З любов'ю, Вінсент                       | [ 41 ] |
| 2018 (91-ша) | Людина-павук: Навколо всесвіту           | [ 42 ] |
| 2018 (91-ша) | Мірай з майбутнього                      | [ 42 ] |
| 2018 (91-ша) | Острів собак                             | [ 42 ] |
| 2018 (91-ша) | Ральф-руйнівник 2: Інтернетрі            | [ 42 ] |
| 2018 (91-ша) | Суперсімейка 2                           | [ 42 ] |
| 2019 (92-га) | Історія іграшок 4                        | [ 43 ] |
| 2019 (92-га) | Як приборкати дракона 3: Прихований світ | [ 43 ] |
| 2019 (92-га) | Я втратила своє тіло                     | [ 43 ] |
| 2019 (92-га) | Клаус                                    | [ 43 ] |
| 2019 (92-га) | Містер Лінк: Загублена ланка еволюції    | [ 43 ] |

### 2020-ті

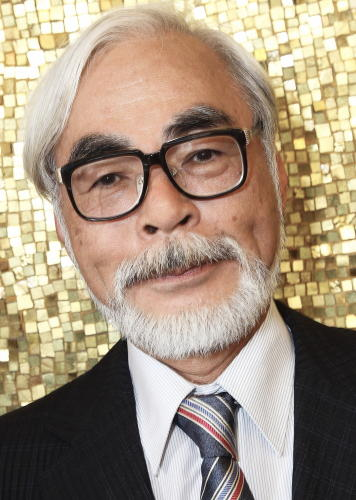
Хаяо Міядзакі здобув премію в 2003 за «Віднесених привидами» і в 2024 за «Хлопчика і чаплю»

| Рік          | Фільм                             | Пос.   |
| ------------ | --------------------------------- | ------ |
| 2021 (93-тя) | Душа                              | [ 44 ] |
| 2021 (93-тя) | Уперед                            | [ 44 ] |
| 2021 (93-тя) | Подорож на Місяць                 | [ 44 ] |
| 2021 (93-тя) | Баранчик Шон: Фермагеддон         | [ 44 ] |
| 2021 (93-тя) | Вовча варта                       | [ 44 ] |
| 2022 (94-та) | Енканто: Світ магії               | [ 45 ] |
| 2022 (94-та) | Втеча                             | [ 45 ] |
| 2022 (94-та) | Лука                              | [ 45 ] |
| 2022 (94-та) | Мітчелли супроти Машин            | [ 45 ] |
| 2022 (94-та) | Рая та останній дракон            | [ 45 ] |
| 2023 (95-та) | Піноккіо Ґільєрмо дель Торо       | [ 46 ] |
| 2023 (95-та) | Марсель, мушля в черевичках       | [ 46 ] |
| 2023 (95-та) | Кіт у чоботях 2: Останнє бажання  | [ 46 ] |
| 2023 (95-та) | Морське чудовисько                | [ 46 ] |
| 2023 (95-та) | Я — панда                         | [ 46 ] |
| 2024 (96-та) | Хлопчик і чапля                   | [ 47 ] |
| 2024 (96-та) | Стихії                            | [ 47 ] |
| 2024 (96-та) | Німона                            | [ 47 ] |
| 2024 (96-та) | Мрії робота                       | [ 47 ] |
| 2024 (96-та) | Людина-павук: Крізь Всесвіт       | [ 47 ] |
| 2025 (97-ма) | Потік. Останній кіт на Землі      | [ 48 ] |
| 2025 (97-ма) | Думками навиворіт 2               | [ 48 ] |
| 2025 (97-ма) | Воллес і Ґроміт: Перната відплата | [ 48 ] |
| 2025 (97-ма) | Дикий робот                       | [ 48 ] |
| 2025 (97-ма) | Мемуари Равлика                   | [ 48 ] |

## Статистика
З 79 номінованого мультфільму 17 комп'ютерних, 25 мальованих і 14 лялькових. Сімнадцять перемог здобули комп'ютерні мультфільми й по одній нагороді у решті двох видів. Найбільша кількість нагород дісталась анімаційній студії Pixar — з 13 номінованих мультфільмів з 2002 по 2022 рік 11 були визнані найкращими (У пошуках Немо, Суперсімейка, Рататуй, ВОЛЛ·І, Вперед і вгору, Історія іграшок 3, Відважна, Думками навиворіт, Коко, Історія іграшок 4, Душа). Після перемоги «Історії іграшок 4» на 92-й церемонії Оскар «Історія іграшок» стала першою анімаційною франшизою, яка отримала дві перемоги за найкращий анімаційний фільм, а також першою анімаційною франшизою, що отримала Оскар за найкращий анімаційний фільм двічі поспіль.